# KLM-Flug 607-E
Am 14. August 1958 verunglückte eine Lockheed L-1049H Super Constellation (Name: Hugo de Groot, Luftfahrzeugkennzeichen: PH-LKM) der niederländischen Fluggesellschaft KLM auf dem KLM-Flug 607-E westlich von Shannon über dem Atlantik. Dabei kamen alle 99 Insassen ums Leben. Die definitive Ursache des Unglücks konnte nicht festgestellt werden. Das „E“ in der Flugnummer stand für „extra“. Der Flug war zusätzlich zum regulären Linienflug KL607 eingerichtet worden, um der saisonal erhöhten Nachfrage nachzukommen.

## Bau und Indienststellung
Die Hugo de Groot war eine Maschine der letzten Constellation-Variante L-1049H, die ab 1957 gefertigt wurde und für den gemischten Passagier- und Frachtverkehr vorgesehen war. Die Hugo de Groot verfügte über zwei große Frachtluken an der Backbordseite des Rumpfes. Außerdem war ein verstärkter Schwerlastboden als sogenannter Roller-Floor eingebaut, der die Verwendung von Flurfördergeräten für Transportpaletten ermöglichte.
Die Hugo de Groot wurde 1958 mit der Werknummer 4841 gebaut und erhielt das Kennzeichen PH-LKM. Das Flugzeug wurde von KLM nach dem niederländischen Theologen, Philosophen und Aufklärer Hugo Grotius (1583–1645) benannt.

## Absturz
Die Super Constellation befand sich auf der zweiten Etappe eines Transatlantikflugs von Amsterdam nach New York City mit Zwischenlandungen in Shannon und Gander, Neufundland. Die Maschine startete planmäßig am 14. August in Shannon um 03:05 GMT zu ihrer Atlantiküberquerung nach Gander. An Bord waren 91 Passagiere, Kapitän und Copilot sowie sechs weitere Besatzungsmitglieder. Der letzte Sprechfunkkontakt mit dem Flugzeug fand um 03:40 GMT statt, also 35 Minuten nach dem Start. Danach gab es keinen Kontakt mehr.
Der Absturz geschah wahrscheinlich rund 200 Kilometer (110 Seemeilen) westlich von Shannon, Irland, über dem Atlantischen Ozean. Wrackteile wurden in diesem Bereich nordnordwestlich vor der Irischen Küste in der See gefunden. Die berechnete Position der Maschine verortete sie weiter auf dem Atlantik, weshalb angenommen wurde, dass die Piloten nach einem technischen Problem versucht hatten umzudrehen. Die Leichen von 34 Personen wurden geborgen. Aufgrund der unbekannten Tiefe der Absturzstelle wurde keine Bergung in Erwägung gezogen.

## Hintergrund und Ursache
Laut Untersuchungsbericht der irischen und niederländischen Ermittler über den Absturz konnte keine eindeutige Absturzursache festgestellt werden. Mit einer gewissen Wahrscheinlichkeit wurde overspeeding von einer Luftschraube eines der beiden Außenmotoren durch verschmutztes Motoröl angenommen. Durch mögliche Metallpartikel könnten die Regelventile des Reglers des Constant-Speed-Verstellpropellers, der von der Motorschmierung mit Drucköl als Arbeitsmedium versorgt wird, beeinträchtigt worden sein, so dass sich der Anstellwinkel der Propellerblätter des betroffenen Triebwerkes unzulässig verringerte, andererseits die widerstandsarme Segelstellung (Feathering) des Propellers nicht herbeigeführt werden konnte. Durch den für die Fluggeschwindigkeit zu geringen Anstellwinkel entsteht trotz maximal ansteigender Motordrehzahl im Vergleich zu den restlichen drei, korrekt arbeitenden Triebwerken keine Vortriebskraft mehr, stattdessen ein Bremsmoment. Dadurch kann, wenn die Situation von der Besatzung nicht umgehend erkannt und konsequent durch Gegensteuern entgegengewirkt wirkt, durch die unsymmetrisch verteilten Antriebskräfte ein unkontrollierbarer Flugzustand eintreten, der zum Absturz geführt haben könnte.
Hypothesen, wonach Pilotenfehler oder eine Bombenexplosion zum Absturz geführt hätten, stufte der Bericht als unbewiesene Hypothese ein.
Das Hamburger Nachrichtenmagazin Der Spiegel berichtete im August 1958 ausführlich über den Absturz der Super Constellation und die verspätete Suche nach der Maschine wegen mangelnden Funkverkehrs. Störungen des Sprechfunkbetriebs über dem Nordatlantik galten in der Fliegerei in dieser Zeit als alltäglich. Nachdem sich die Hugo de Groot nicht turnusgemäß per Funk meldete, beschränkte sich die Flugsicherung in Shannon zunächst darauf, über die Küstenfunkstation „Valentia Radio“ in Irland der Schifffahrt mitzuteilen, dass sich das Flugzeug nicht mehr gemeldet habe. Positionsangaben oder ein berechneter Kurs wurden nicht genannt, so dass die Schifffahrt mit dieser Information nichts anfangen konnte. Der Spiegel schrieb, dass die Störanfälligkeit des Funkverkehrs zwischen Flugzeug und Bodenstation „paradoxerweise auf eine technische Neuerung zurückzuführen“ sei. Einige Luftverkehrsgesellschaften, darunter auch die KLM hatten in Übereinstimmung mit den Sicherheitsempfehlungen der internationalen Zivilluftfahrt-Organisation ICAO im Transatlantik-Verkehr die Morsetelegrafie abgeschafft und setzten nur noch Sprechfunkverkehr ein. Die über dem Nordatlantik abgestürzte KLM-Maschine hatte deshalb keinen hauptamtlichen Funker an Bord. Die KLM-Direktion hatte vor dem Absturz erklärt: „Der Sprechfunk hat sich bewährt. Er macht die Übermittlung von Nachrichten zwischen dem Funker und den Piloten, bei der leicht Mißverständnisse auftreten können, überflüssig, weil der Pilot alle Meldungen selbst empfängt oder abgibt.“
Funkexperten schlossen damals die Möglichkeit nicht aus, dass vielleicht doch einige Überlebende hätten gerettet werden können, wenn für Notfälle ein übliches Telegrafiefunkgerät an Bord der Maschine gewesen wäre. Dass ein Berufsfunker vielleicht noch Zeit gefunden hätte, einen Notruf zu senden, schlossen Experten u. a. aus dem Indiz, dass von den Rettungsschiffen ein Kind gefunden wurde, dem eine Schwimmweste angelegt worden war. Bei einem plötzlichen Absturz oder einer Explosion wäre dazu keine Zeit mehr gewesen.
In der Maschine befanden sich auch sechs Mitglieder der ägyptischen Nationalteams im Fechten.

## Folgen
Nach dem Unfall nahm die Untersuchungskommission wohlwollend zur Kenntnis, dass die Fliehkraftregler (Governor) der Verstellpropeller mit Sicherheitsmechanismen ausgerüstet wurden, die sicherstellen sollen, dass der Verstellmechanismus zuverlässig die Segelstellung (Feathering) der Propellerblätter herbeiführt. Basierend auf den Ergebnissen der Untersuchung empfahl der Untersuchungsbericht ferner, die Druckölversorgung der Propellerregler von der Motorschmierung zu trennen, um Fehlfunktionen der Propellerverstellung durch Verschmutzungen im Öl zu vermeiden.